# Gaston Ravel

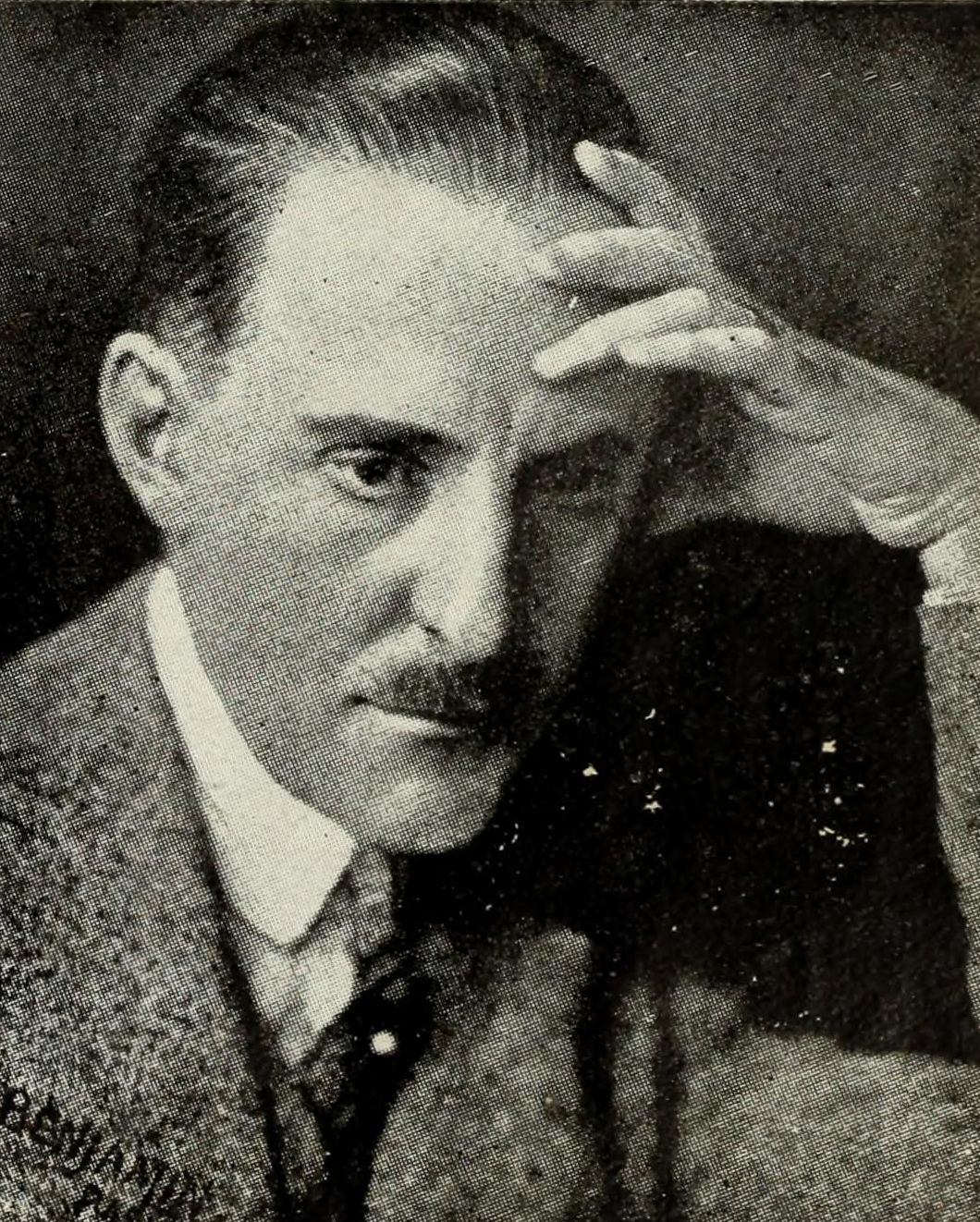
Gaston Ravel

Gaston Pierre Achille Ravel (* 28. Oktober 1878 in Paris; † 24. Februar 1958 in Cannes, Frankreich) war ein französischer Schauspieler, Stummfilm-Regisseur und Drehbuchautor.

## Leben und Wirken
Ravel begann zur Jahrhundertwende als Schauspieler und stieß am Vorabend des Ersten Weltkriegs zum stummen Film. In den kommenden zwei Jahrzehnten drehte er rund fünf Dutzend Filme, die jedoch einzig der Unterhaltung dienten und künstlerisch wie filmhistorisch weitgehend bedeutungslos sind. Kurz nach dem Krieg drehte er auch in Italien, 1926 folgte Ravel einem Angebot für drei Filme nach Deutschland und drehte dort für die kleine Berliner Firma Alga-Film mit Künstlern wie Eduard von Winterstein, Maly Delschaft und Erna Morena. In seinen letzten Arbeitsjahren inszenierte Gaston Ravel einige Tonfilme, oftmals in Zusammenarbeit mit dem Co-Regisseur Tony Lekain. Bei einer seiner letzten Arbeiten (Fanatisme) durfte er auch die auf Paris-Besuch weilende Hollywood-Diva Pola Negri inszenieren.

## Filmografie
- 1914: L’Ambition de Madame Cabassoul
- 1914: L’Autre Victoire:
- 1914: La Dot
- 1914: Les Leçons de la guerre
- 1914: Sainte-Odile
- 1915: En musique
- 1915: Le Grand Souffle
- 1915: La Nouvelle Ninon
- 1915: Triple entente
- 1915: Les Trois Rois
- 1916: L’Inconnue
- 1916: Fille d’Ève
- 1916: Monsieur Pinson policier
- 1917: Du rire aux larmes
- 1917: L’Homme qui revient de loin
- 1918: La Geôle
- 1918: La Maison d’argile
- 1919: Il giogo
- 1919: Au-dessus des lois
- 1920: Cosmopolis
- 1920: Temi
- 1921: L’Envolée
- 1921: La Madonna errante
- 1921: Saracinesca
- 1922: Idillio tragico
- 1922: Rabagas
- 1923: Ferragus
- 1923: Tao
- 1924: Le Gardien du feu
- 1924: La rupe tarpea
- 1925: Jocaste
- 1925: L’Avocat
- 1926: Fräulein Josette – meine Frau
- 1926: Parkettsessel 47
- 1926: Mitgiftjäger
- 1927: Le Bonheur du jour
- 1928: Madame Récamier (Co-Regie)
- 1929: Das Halsband der Königin (Le collier de la reine) (Co-Regie)
- 1929: Figaro (Co-Regie)
- 1930: La straniera
- 1931: L’Étrangère
- 1932: Monsieur de Pourceaugnac (Co-Regie)
- 1934: Fanatisme (Co-Regie)
- 1934: Le Rosaire (Co-Regie)